# Optics Letters
Optics Letters est une revue scientifique bihebdomadaire à comité de lecture publiée par Optical Society (anciennement Optical Society of America). Elle a été créée en juillet 1977. Le rédacteur en chef actuel est Xi-Cheng Zhang de l'université de Rochester.

## Portée
Optics Letters couvre tous les sujets relatifs à l'optique et à la photonique. Les formats de publication sont des communications courtes et rapides, les articles étant limités à quatre pages de journal. 

## Résumé et indexation
Le journal est résumé et indexé dans: 
- Science Citation Index and Science Citation Index Expanded
- Current Contents/Physical, Chemical & Earth Sciences
- Current Contents/Engineering, Computing & Technology
- Inspec
- SPIN bibliographic database
- Chemical Abstracts - CASSI
- Current Physics Index
- Energy Citations Database
- Excerpta Medica
- International Aerospace Abstracts

 Son facteur d’impact en 2018 est de 3.589. 